# میاستکووو
میاستکووو (به لاتین: Miastkowo) یک روستا در لهستان است که در گمینا میاستکووو واقع شده‌است. میاستکووو حدود ۱٬۰۰۰ نفر جمعیت دارد.